# Federacja Sportowa „Kolejarz”
Federacja Sportowa „Kolejarz” – organizacja zrzeszająca kluby sportowe o charakterze kolejowym w PRL.
Po likwidacji zrzeszeń sportowych Federacja Sportowa „Kolejarz” powstała jako pierwsza w ramach nowej formy organizacyjnej, tj. federacji sportowych. W 1958 skupiała 145 kluby sportowe w Polsce, liczące łącznie 28 tys. członków. W tymże roku jako jedyna polska federacja sportowa należała do Międzynarodowej Federacji Sportowej Kolejarzy.
W tym czasie szefem Federacji był ówczesny przewodniczący Związku Zawodowego Pracowników Kolejowych Eugeniusz Grochal, a działalnością Federacji byli aktywnie zainteresowani odpowiednio minister i wiceminister kolei, tj. Ryszard Strzelecki i Józef Popielas.
Do Federacji należały m.in. kluby Czuwaj Przemyśl, Warmia Olsztyn.